# Исколат
Искола́т (Исполнительный комитет совета рабочих, солдатских и безземельных депутатов Латвии, Республика Исколата, латыш. Iskolats, Iskolata Republika) — условное название латвийского советского государственного образования на занятой красными латышскими стрелками территории Видземе и Латгалии с 12 августа (30 июля) 1917 года до февраля 1918 года.

## История
По инициативе ЦК СДЛ на заседании Совета рабочих, солдатских и безземельных депутатов Латвии, которое проходило в Риге с 29 по 30 июля 1917 года, для перенятия власти социал-демократами был создан Исколат. Вначале в Исколате было 27 членов; на пост председателя по итогам голосования был избран многолетний участник революционного движения Ото Карклинь (партийный псевдоним Интеграл). Из 27 членов 24 были большевиками, а трое — социал-демократами интернациональной ориентации. В президиуме было 7 членов.
Исколат начал осуществлять руководство всеми революционными советами, созданными на территории Российской империи, которая находилась под контролем красных латышских стрелков, в основном Лифляндской, Витебской и Курляндской губерниях, из которых впоследствии возникла Латвийская Республика. Исколат проводил политическую линию, которой придерживался ЦК СДЛ в борьбе против идеологических противников. Также в обязанности Исколата входило принятие решений о конфискации имущества и инвентаря
После захвата Риги войсками Германии 21 августа 1917 года этот орган большевистской власти вынужден был эвакуироваться в Валмиеру, а в конце сентября члены Исколата переместились ещё севернее, в Валку. Однако никакой практической власти у него нет. Куда более большим влиянием в тот момент обладает Видземский земский совет (Временный земский совет Лифляндской губернии), Исколастрел (Исполнительный комитет объединённого Совета латышских стрелковых полков) и Искосол (Исполнительный комитет Совета солдатских депутатов 12-й армии Северного фронта).
Находясь в Валке, активисты Исколата принимали активное участие в подготовке и координации революции на той территории будущей Латвии, которая не была оккупирована военным контингентом кайзеровской Германии.
После победы революционеров в Петрограде Исколат практически взял власть на всей подчинённой ему территории и фактически уничтожил все временные органы администрации, которые находились под контролем Временного правительства, сформированного после Февральской революции. Вместо местных органов власти были сформированы революционные советы, которые должны были подчиняться Исколату, ставшему центральным советским административным ведомством на большой части территории будущей Латвии. На заседании 9 ноября 1917 года председателем президиума Исколата был избран публицист и революционер Фрицис Адамович Розинь («Азис»). Фактически об Исколате можно сказать, что он стал главным коммунистическим органом власти в Латвии, свободной от присутствия военных подразделений Германии и первым её советским правительством. Сразу после его формирования члены Исколата начали претворять в жизнь конфискацию имений у местных дворян. 
В Цесисе в конце ноября — начале декабря 1917 года собрался чрезвычайный съезд советов 12-й армии. Социал-революционеры (эсеры) до того сохраняли в исполкоме Совета 12-й армии (Искосоле) равноценные большевистским позиции. Чтобы успокоить обеспокоенных, большевики освободили десятки арестованных во время переворота офицеров, разрешили свободное распространение оппозиционных к их власти газет в городах Видземе, а также не препятствовали проведению в Валке сессии Латышского временного национального совета.
План сработал: большевики получили большинство в Совете 12-й армии, получив таким образом контроль над ней — что означало и обеспечение безопасности режима большевиков в Петрограде. Репрессии против политических противников вскоре возобновились — Комитет организаций латышских стрелков был ликвидирован, а оппозиционные газеты были запрещены. Под запретом оказался и Латышский временный национальный совет.
На 2-м съезде Совета рабочих, солдатских и безземельных депутатов Латвии, который прошёл с 16 по 18 декабря 1917 года, в церкви Симаня в Валмиере, было избрано 26 членов. В президиум входили 6 членов, а председателем был снова избран Фрицис Розинь. 24 декабря 1917 года (6 января 1918 года) в латвийском городе Валка Исполнительный комитет Совета рабочих, солдатских и безземельных депутатов Латвии (Исколат) принял декларацию о самоопределении Латвии в составе Советской России. Также было образовано 15 отделов (в скобках — заведующий): административный (Ото Карклинь), отдел труда (Карлис Гайлис), аграрный (Янис Вилкс), судебный, продовольственный (Эрнест Эфертс «Клусайс» («Тихий»), промышленный (Вилис Янсонс), торговый (Вилис Янсонс), финансовый (Роберт Карклинь), хозяйственный (Теодор Домбровскис), отдел пропаганды (Карлис Сержантс), отдел милиции и Красной Гвардии (один из создателей ЛСДРП Эдуард Зандрейтер) и другие.
Заведующим административным отделом и отделом самоуправления был Ото Карклинь, он же — зампред президиума Розиня. Юрий Межинь являлся секретарём президиума Исколата. Янис Закис стал председателем отдела по беженцам, а также заместителем секретаря президиума. Также в состав Исколата входили участники большевистского движения Анна Вилюмсоне, Отто Лидакс, Николай Белдаус, Эрнест Вилкснинь. Публицист, доктор медицинских наук Павел Дауге возглавил школьный отдел Исколата. Врач Андрей Приедкалн возглавил санитарный отдел. Ян Круминь стал заведующим редакции революционной газеты «Ziņotājs».
В феврале 1918 года вся Латвия фактически оказалась оккупированной германскими войсками, после чего Исколат вынужден был эвакуироваться в Москву, забрав с собой сотни заложников из рядов интеллигенции, состоятельных латышей и местных немцев, чтобы застраховаться от возможных германских репрессий.
По условиям Брест-Литовского мира 4 апреля 1918 года Исколат был ликвидирован, а все его документы были переданы в ведение комиссариата по национальным делам Латвии.